# Mike Melvill
Michael Winston "Mike" Melvill (født 11. november 1940 i Johannesburg, Sydafrika) er en af testpiloterne for SpaceShipOne, det eksperimentelle rumfly der er blevet udviklet af Scaled Composites. Melvill var pilot i SpaceShipOne på dets første flyvning forbi den officielle grænse for rummet, "SpaceShipOne flight 15P" den 21. juni 2004 og blev derved den første astronaut i et privatfinansieret rumfartøj. To timer efter landingen fik Melvill ved en ceremoni tildelt astronautvinger.
Mike Melvill stammer oprindeligt fra Durban, Sydafrika, men i 1970'erne flyttede han til USA fra England, og han er sidenhen blevet amerikansk statsborger.